# Swiftweasel
Swiftweasel був форком Mozilla Firefox, доступним лише для платформи Linux.

## Оптимізація
Swiftweasel оптимізовано за допомогою таких методів:

### ГПУ
Починаючи з випуску 3.0.3, Swiftweasel змінив свою основну оптимізацію з конкретного процесора на оптимізацію, керовану профілем (PGO). Це двоетапний процес будівництва. Програма компілюється один раз, а потім запускається для створення профілю. Потім профіль використовується для керування другою компіляцією програми. Деякі зі старих оптимізацій все ще використовуються, але зараз є лише версії Intel і AMD кожної збірки. Він випускається скомпільованим у пакеті tar.gz. Існують також окремі інсталятори для Ubuntu та Arch Linux, доступні через їхні спільноти.

### Оптимізація двійкового коду
- Swiftweasel скомпільовано з параметрами, які оптимізують швидкість, а не двійковий розмір.
  - Зібрано з прапором компіляції -O3 [2] (найвищий рівень),
 з отриманим двійковим файлом Swiftweasel більшим, ніж у Firefox.
  - Firefox скомпільовано з прапором компіляції -Os,[3] який призначений для двійкового розміру.[4]
- Двійкові файли містять додаткові набори інструкцій :[5]
  - Intel і AMD : SSE, SSE2, SSE3 і MMX.
  - Тільки AMD : 3DNow!
- Оптимізація, специфічна для архітектури мікропроцесора.[5]
  - 32-розрядний процесор Intel : Pentium 4 (Prescott), Pentium 4, Pentium M, Pentium III, Pentium II ;
  - Intel 64-розрядний: Nocona ;
  - AMD : Athlon XP, Athlon, K6-2, Athlon ;
  - AMD64 : Athlon64, Opteron.
- Скомпільовано з новішими версіями GCC (Firefox 2.0 використовує 3.3.2, Swiftweasel 2.0 використовує 4.0.3, а Swiftweasel 3.0.3 використовує 4.2.3).[5]

Підвищена безпека
- Кращий захист від атак переповнення буфера [6] (Swiftweasel 2.0 використовує -D_FORTIFY_SOURCE=2; Firefox 2.0 використовує gcc 3.x, який не підтримує це).[5]

Спростити
- DNS- пошук IPv6 вимкнено, що запобігає сповільненню;[5]
- Конвеєр HTTP увімкнено за замовчуванням.[5] Зауважте, що Fasterfox надає графічний інтерфейс для налаштування цих параметрів.
- Щоб отримати повну інформацію, користувачі можуть завантажити вихідні пакети з усіма переліченими змінами.

## Встановлені розширення
У Swiftweasel за замовчуванням встановлено кілька розширень.
- XForms
- AdBlock Plus
- User Agent Switcher [8]
- Quick Locale Switcher [9]

## Специфічні зміни Swiftweasel
Зміни, внесені до Swiftweasel, включають:
- Набір піктограм за замовчуванням було замінено набором піктограм Kempelton [10].
- Swiftweasel використовує власний каталог налаштувань. Налаштування, включаючи закладки, історію та розширення, імпортуються з Mozilla Firefox під час першого запуску Swiftweasel.
- Плагіни, що зберігаються в /lib/mozilla/plugins і /lib/Firefox/plugins, виявляються та використовуються Swiftweasel.

## Swiftdove
Проєкт Swiftweasel також створює оптимізовані 32- та 64-бітні збірки клієнта електронної пошти Thunderbird, відомого як Swiftdove.

### Оптимізації
Починаючи з поточної версії 2.0.0.21, Swiftdove також оптимізовано для PGO.

### Плагіни
Збірки Swiftdove версії 2.0.0.21 включають плагін календаря Lightning 0.9, встановлений за замовчуванням.